# Ломбардо, Санте
Санте Ломбардо, Санте Солари (итал. Sante Lombardo; 1504, Венеция — 1560, Венеция) — итальянский скульптор и архитектор эпохи Возрождения венецианской школы.
Представитель большой семьи каменотёсов, скульпторов и строителей. Сын Туллио Ломбардо (1455—1532) и внук Пьетро Ломбардо, или Ломбарди (1435—1515), который, как и его брат Антонио Ломбардо (1458—1516), был сыном каменотёса Мартино да Карона. Некоторые историки считают их настоящей фамилией «Солари», а прозвание «Ломбардо» старшие члены семьи получили по месту своего рождения — селения в районе Карона (Carona) в швейцарском муниципалитете Лугано италоязычного кантона Тичино, который ранее входил в регион Ломбардия.
Санте Ломбардо работал в Венеции. В 1524 году он стал мастером (под наблюдением отца) на строительстве Скуола Гранде-ди-Сан-Рокко. Строительство здания началось в 1515 году по проекту Бартоломео Бона, а затем его сменил Санте Ломбардо. Здание скуолы было закончено архитектором Антонио дель Аббонди (известным как Скарпаньино) в 1549 году. В 1535 году Санте Ломбардо создал алтарь для церкви Сан-Феличе в Венеции. Участвовал в строительстве Палаццо Малипьеро-Тревизан и одного из дворцов семейства Контарини: Палаццо Контарини-а-Сан-Бенето. Между 1536 и 1548 годами он проектировал и руководил строительством церкви Сан-Джорджо-деи-Гречи.

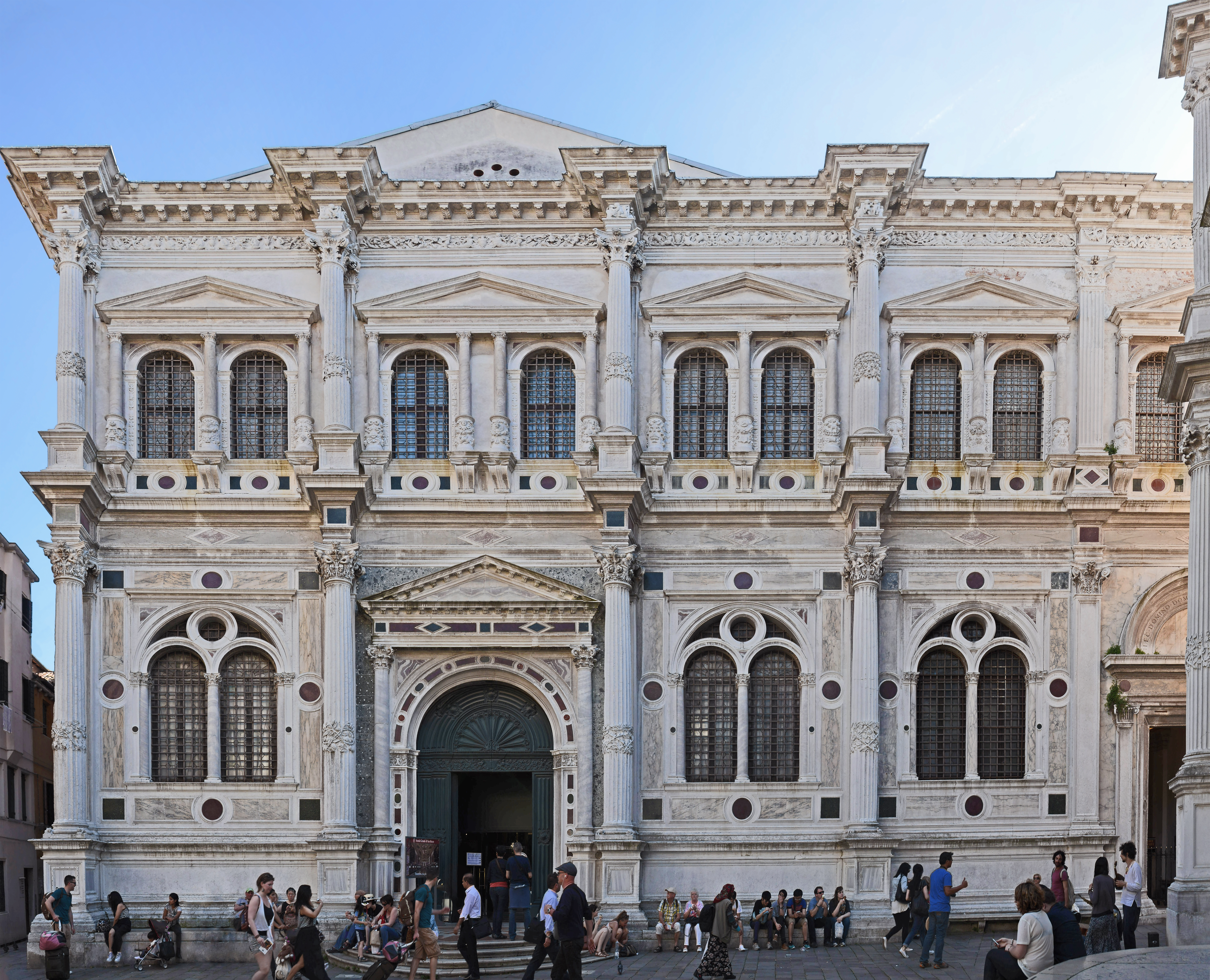
Скуола Гранде-ди-Сан-Рокко. Главный фасад. 1515—1549
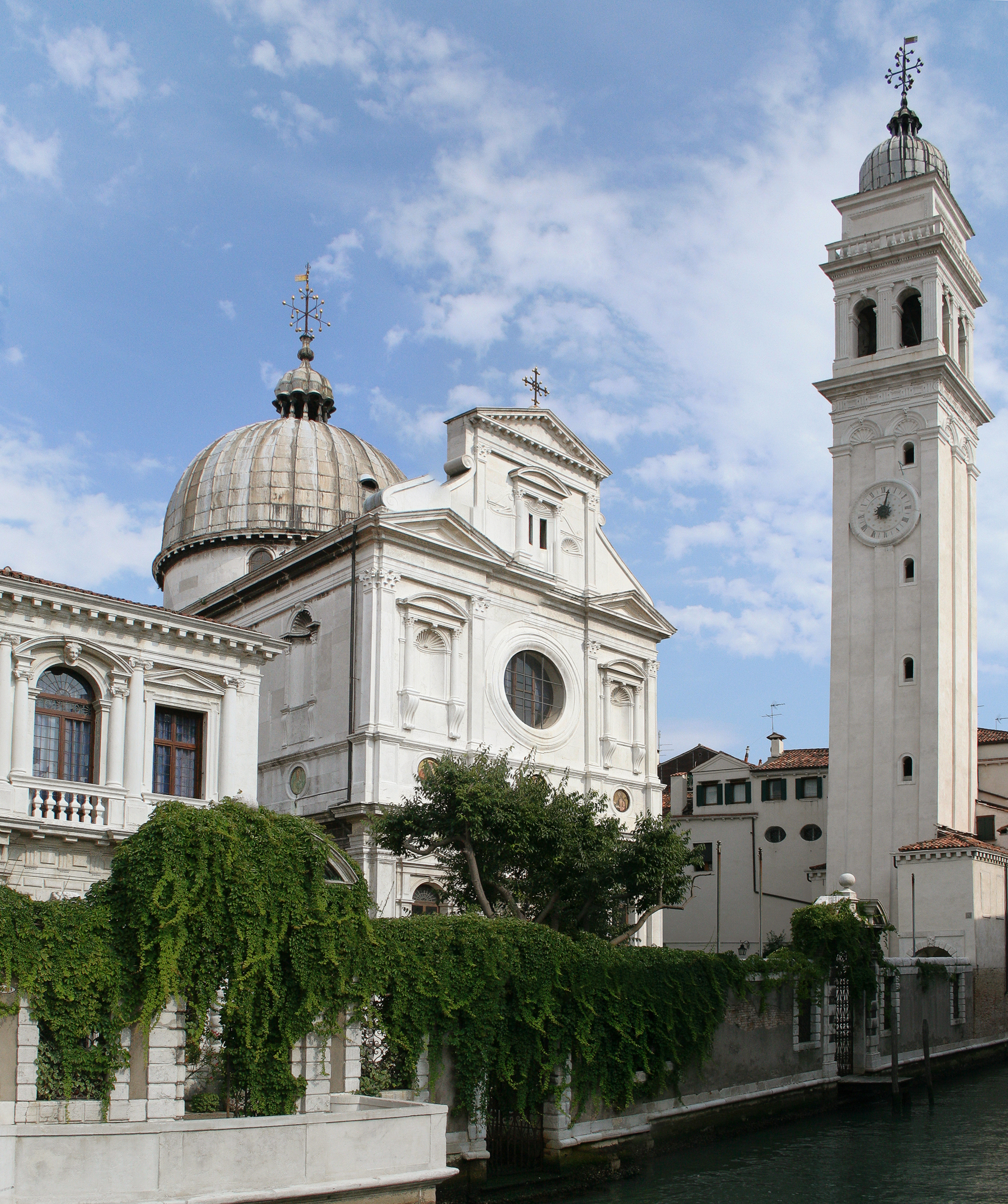
Церковь Сан-Джорджо-деи-Гречи, Венеция. 1536—1577